# Saint-Séglin
Saint-Séglin (bret. Sant-Sewenn) – miejscowość i gmina we Francji, w regionie Bretania, w departamencie Ille-et-Vilaine.
Według danych na rok 1990 gminę zamieszkiwało 409 osób, a gęstość zaludnienia wynosiła 44 osoby/km² (wśród 1269 gmin Bretanii Saint-Séglin plasuje się na 879. miejscu pod względem liczby ludności, natomiast pod względem powierzchni na miejscu 865.).